# Romeo Costantini
Romeo Costantini (* 21. März 1944 in Rom) ist ein italienischer Filmregisseur und Drehbuchautor.

## Leben
Costantini besuchte Drehbuchkurse an der „Accademia di Belle Arti“ seiner Heimatstadt und arbeitete an Filmen von Dario Argento und Luigi Magni. Er hatte kleine Rollen als Ausstatter und Schauspieler bei Alfonso Brescia und verfasste ein Drehbuch für Giulio Berruti. 1979 drehte Costantini als Regisseur L'uomo della guerra possibile, der aber erst 1986 (und mit dem Titel Una notte di pioggia) in die Kinos kam. Sein 1991 entstandener Scene di Bohème hatte ebenfalls wenig Erfolg.